# Aleksandar Čavrić
Aleksandar Čavrić (en serbio: Александар Чаврић; Vukovar, 18 de mayo de 1994) es un futbolista serbio que juega de delantero en el Kashima Antlers de la J1 League.

## Trayectoria
Aleksandar Čavrić nació en Vukovar, ciudad croata próxima a la frontera con Serbia. Después de trasladarse con su familia a Zrenjanin, en la provincia de Voivodina, se unió a las categorías inferiores del Proleter Zrenjanin, fichando años más tarde por el equipo rival de la ciudad, el F. K. Banat, club con el que debutaría profesionalmente. En junio de 2012 fue traspasado al O. F. K. Belgrado, siendo el máximo goleador del club con 11 goles en liga en 30 apariciones en la temporada 2013-14. El 1 de septiembre de 2014, Čavrić abandonó Serbia para marcharse al K. R. C. Genk de la Primera División de Bélgica, firmando un contrato de tres años con opción a prorrogarlo dos años más. Tras no haber disfrutado de minutos, Čavrić se marchó cedido durante una temporada al Aarhus GF de la Superliga de Dinamarca en agosto de 2015, con opción de traspaso al club danés. En septiembre de 2016, el delantero serbio firmó por cuatro años con el Slovan Bratislava, de la máxima categoría eslovaca.

## Selección nacional
Čavrić representó a la selección de fútbol de Serbia en el Campeonato Europeo de la UEFA Sub-19 en dos ocasiones, proclamándose campeón con su selección en la edición de 2013. Posteriormente pasó a jugar para la selección sub-21, siendo convocado para el Campeonato de Europa Sub-21 de la UEFA de 2015 y 2017, cuando el equipo quedó eliminado en la fase de grupos.

## Clubes
| Club                     | País       | Año       |
| ------------------------ | ---------- | --------- |
| F. K. Banat Zrenjanin    | Serbia     | 2011-2012 |
| O. F. K. Belgrado        | Serbia     | 2012-2014 |
| K. R. C. Genk            | Bélgica    | 2014-2016 |
| Aarhus GF (cedido)       | Dinamarca  | 2015-2016 |
| Š. K. Slovan Bratislava  | Eslovaquia | 2016-2024 |
| Kashima Antlers (cedido) | Japón      | 2024      |
| Kashima Antlers          | Japón      | 2025-     |

## Palmarés

### Títulos nacionales
| Título                  | Club                    | País       | Año  |
| ----------------------- | ----------------------- | ---------- | ---- |
| Copa de Eslovaquia      | Š. K. Slovan Bratislava | Eslovaquia | 2017 |
| Copa de Eslovaquia      | Š. K. Slovan Bratislava | Eslovaquia | 2018 |
| Superliga de Eslovaquia | Š. K. Slovan Bratislava | Eslovaquia | 2019 |
| Superliga de Eslovaquia | Š. K. Slovan Bratislava | Eslovaquia | 2020 |
| Copa de Eslovaquia      | Š. K. Slovan Bratislava | Eslovaquia | 2020 |
| Superliga de Eslovaquia | Š. K. Slovan Bratislava | Eslovaquia | 2021 |
| Copa de Eslovaquia      | Š. K. Slovan Bratislava | Eslovaquia | 2021 |
| Superliga de Eslovaquia | Š. K. Slovan Bratislava | Eslovaquia | 2022 |
| Superliga de Eslovaquia | Š. K. Slovan Bratislava | Eslovaquia | 2023 |

### Títulos internacionales
| Título          | Equipo        | Sede     | Año  |
| --------------- | ------------- | -------- | ---- |
| Eurocopa Sub-19 | Serbia sub-19 | Lituania | 2013 |